# Gilbert Dennison Harris
Pour les articles homonymes, voir Harris.
Gilbert Dennison Harris est un géologue américain, né le 2 octobre 1864 à Jamestown (New York) et mort le 4 décembre 1952.
Diplômé à l’université Cornell en 1886, il y travaille au sein du département de géologie de 1887 à 1893 avant de devenir professeur assistant de paléontologie et de stratigraphie géologique de 1894 à 1909, puis professeur. En 1895, il devient l’éditeur du Bulletin of American Paleontology.